# Городское кладбище (Снежинск)
Городское кладбище (также старое или ближнее) — некрополь города Снежинска, Челябинская область, находится в черте города, на Транспортной улице, д. 24А.

## История
Организовано в 1958 году при создании города. Неофициальное название — КБ-3 (в структуру ВНИИТФ входят КБ-1 и КБ-2).
Первое захоронение — скоропостижно скончавшийся заместитель главного конструктора ВНИИТФ Герой Социалистического Труда В. Ф. Гречишников (1917—1958).
На кладбище похоронены многие выдающиеся жители города — научный руководитель ВНИИТФ академик Е. И. Забабахин, заместители главного конструктора М. А. Бибикин, А. В. Бородулин и Д. Ф. Вовченко, руководитель математического отделения А. А. Бунатян, Почётные граждане Снежинска М. А. Гаряева и Е. А. Феоктистова, трагически ушедший из жизни директор ВНИИТФ В. З. Нечай, главный конструктор академик Б. В. Литвинов, Герой Советского Союза А. Ф. Мусохранов, Герой России В. В. Самойлин, лауреат Ленинской премии В. А. Сучков, Заслуженный учитель СССР и РСФСР Н. А. Красовская, погибший в Чечне в ходе проведения контртеррористической операции (1995) солдат-контрактник Ильгиз Ахматов, скончавшийся от ожогов, полученных при спасении людей в клубе «Хромая лошадь» 5 декабря 2009 года, игрок команды «Пермские медведи» Александр Константинов, известный спортсмен и спортивный деятель В. С. Миняев и др.
При кладбище возведена часовня Державной иконы Божией Матери (городской храм в Снежинске ещё не построен).
Кладбище не миновали вандальные разрушения.
На территории кладбища построен колумбарий.

## Галерея
- могила
 А. В. Бородулина
- могила А. А. Бунатяна
- могила В. З. Нечая
- могила
 Е. А. Феоктистовой
- могила В. С. Миняева
- могилы супругов
 Р. Жилиной и В. Сучкова
- могила Д. Ф. Вовченко